# Heróis da Fé
Heróis da Fé é o quarto álbum de estúdio da cantora gospel Melissa, lançado pela Line Records em 1997.
O álbum venceu o Troféu Talento 1998, na categoria Melhor CD do ano.

## Faixas
1. Grandioso És Tu
2. Perdi Até Meu Próprio Amor
3. Volta Pra Mim
4. Oh! Que Doce Paz
5. Heróis Da Fé
6. Salmo 143
7. Num Lugar Do Coração
8. Oração Sacerdotal
9. Ofertante e Dizimista
10. Nos Teus Olhos
11. O Que Te Aconteceu
12. Tempo De Esperança

## Clipes
- Heróis da fé
- Perdi até meu Próprio Amor